# هارون بولوك
هارون بولوك (بالإنجليزية: Aaron Pollock)‏ هو مجدف أمريكي، ولد في 12 فبراير 1967 في سان فرانسيسكو في الولايات المتحدة.

## وصلات خارجية
- هارون بولوك على موقع الاتحاد الدولي للتجديف (الإنجليزية)
- هارون بولوك على موقع اللجنة الأولمبية الدولية (الإنجليزية)
- هارون بولوك على موقع أوليمبيديا (الإنجليزية)